# Улица Барыкина
Улица Барыкина (бел. Вуліца Барыкіна) — улица в юго-западной части Гомеля в Советском районе, наибольшая по протяжённости улица города (около 7800 м). 

## Описание
Начинается от Украинской улицы, пересекает улицы Богдана Хмельницкого, Речицкий проспект, Гомельскую, Сосновую и другие, заканчивается у Объездной дороги. 
Как улица начала формироваться до 1880 года. Названа в 1957 году в честь Е. И. Барыкина. 

## Инфраструктура
На улице расположены отделение почты, кинотеатр «Октябрь», автобусный парк № 1, кафе «Ежа», бюст Т. Шевченко, средняя школа № 3, завод Центролит, троллейбусное депо № 2, Гомельские электросети.